# Coryphellina westralis
Coryphellina westralis is een slakkensoort uit de familie van de Flabellinidae  De wetenschappelijke naam van de soort werd voor het eerst geldig gepubliceerd in 1964 door Burn als Nossis westralis.